# Eisenbahngesetz vom 27. April 1900
Mit dem dänischen Eisenbahngesetz vom 27. April 1900 (dänisch Jernbaneloven af 27. april 1900 - LOV nr 89 - Lov om Forandring i Lov Nr. 88 af 8de Maj 1894 om Anlæg og Drift af private Jernbaner) wurde das Eisenbahngesetz vom 8. Mai 1894 geändert.

## Inhalt
Das Gesetz vom 27. April 1900 enthielt nur eine einzige Änderung zum Eisenbahngesetz vom 8. Mai 1894:
1. Eine Bahnstrecke von Nymindegab über Billum nach Varde mit einer Nebenlinie von Billum nach Esbjerg

wurde geändert in:
1. Eine Bahnstrecke von Nørre-Nebel über Billum nach Varde.

## Auswirkungen
Von dieser Änderung waren folgende Strecken bzw. Teile von ihnen betroffen:
- die Bahnstrecke Herning–Holstebro, eingeweiht am 11. Oktober 1904
- die Bahnstrecke Herning–Viborg, eingeweiht am 25. Juni 1906, stillgelegt am 22. Mai 1977
- die Bahnstrecke Give–Herning, eingeweiht am 11. Oktober 1904
- die Bahnstrecke Laurbjerg–Silkeborg, eingeweiht am 12. November 1908, stillgelegt am 25. September 1971